# Žižkové z Trocnova

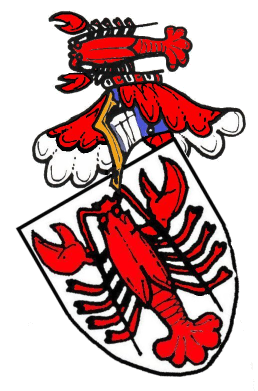
Žižkův erb
barvy jsou hypotetické

Žižkové z Trocnova byl vladycký rod, který se píše po tvrzi Trocnov nedaleko Českých Budějovic. Trocnov se skládal ze dvou malých dvorů a byl zřejmě založen někdy kolem roku 1350 nově příchozím rodem. Ovšem pouze jedna část patřila chudé rodině Žižků. Nejznámějším představitelem rodu byl husitský vojevůdce Jan Žižka z Trocnova. Po husitských válkách se rodina z historie vytrácí. Roku 1735 byl ale predikát z Trocnova obnoven pro další rod Žižků, jejichž souvislost se středověkým rodem Jana Žižky je nejasná.

## Historie
Po smrti Jana Žižky z Trocnova v roce 1424 byl majetek rodu rozdělen mezi bratra Jaroslava a Janovy dcery. Po jejich smrti jmění přešlo do cizích rukou.

### Novodobý šlechtický rod Žižků
V 16. století se objevil v Kolínci u Klatov Adam Žižka, který působil jako městský písař.
Matěj Žižka byl roku 1683 raněn při obraně Vídně obležené Turky. Jeho vnuk Jan Maxmilián Žižka (1681 - 1754), císařský rytmistr, lichtenštejnský lesní rada a pán na Bílé Lhotě u Litovle, kterou koupil v roce 1746 a musel kvůli dluhům brzy prodat, byl povýšen císařem Karlem VI. dne 17. února 1735 do říšského rytířského stavu a císařovnou Marií Terezií dne 23. listopadu 1747 mu pak byl udělen český inkolát a český rytířský stav s predikátem „z Trocznowa“. Poněvadž však nebylo prokázáno příbuzenství se slavným vojevůdcem, byl udělen nový čtvrcený erb.
Potomci tohoto rodu žili ještě ve 20. století, jako například JUDr. František Julius, který do roku 1921 bydlel v černohorské Cetinji, kde založil samostatnou banku. V roce 1921 se přestěhoval do Prahy, kde vedl Pražské vzorkové veletrhy. Jedna z jeho dcer, Jarmila Alžběta Jelínková, se stala matkou kanadského krasobruslařského páru Marie a Otto Jelinekových.
Mezi další příslušníky rodu patří Jan Vladimír Jakub František rytíř Žižka z Trocnova a jeho syn Ing. Jan Jindřich František Vladimír se stal jezdeckým mistrem ČSSR ve skoku a předsedal jezdeckému oddílu TJ Žižka Praha.

## Původ jména Žižka
Nejstarší doklad jména je Žužka (Zuzca) a to roku 1255 v listu Vítka z Hradce.
Vyskytují se varianty Zuzca, Zuzka, Zyzka, Zyzca, Zisco, Zisska.
O významu slova žižka se dodnes vedou mezi jazykovědci spory. Slovo však pravděpodobně pochází ze základu -žuž-, resp. -žiž- po přehlásce. Má charakter apelativa typu mluvka od slovesa mluviti.
Jsou tři etymologicky různé základy -žuž- :
1. označení bzučícího hmyzu a brouků
2. označení žížal a červů
3. označení pro tmavý, černý

Dalším možný původ příjmení Žižka je ve slově žižek = drobek, zbytek.
Od 2. poloviny 15. století je žižka přezdívkou nebo pojmenováním pro jednookého,
slovník Lactifer z roku 1511 uvádí žisska = monoculus, jednowoký.

## Erb
Rodový erb Jana Žižky byl původně byl zcela neznámý, teprve ve 20. století byla objevena nezřetelná pečeť s erbem z roku 1378. Z hlediska barevnosti je pravděpodobné, že šlo o rudého raka ve stříbrném poli. V roce 1747 Jan Maxmilián Žižka obdržel vlastní erb, kde v 1. a 4. modrém poli jsou tři stříbrné lilie; 2. a 3. ve zlatém poli na zelené půdě černý kráčející medvěd.